# Kościół Wniebowstąpienia Pańskiego w Warszawie (Ursynów)
Kościół Wniebowstąpienia Pańskiego – kościół rzymskokatolicki znajdujący się w dzielnicy Ursynów w Warszawie.
W kościele znajduje się obraz Matki Boskiej Ursynowskiej Wytrwale Szukającej koronowany koronami prymasowskimi przez kardynała Józefa Glempa. W kościele znajdują się także relikwie: świętego papieża Jana Pawła II, arcybiskupa warszawskiego św. Zygmunta Szczęsnego Felińskiego, św. o. Pio, św. siostry Faustyny, bł. ks. Jerzego Popiełuszki oraz bł. ks. Antoniego Rewery.

## Historia
Na przełomie lat 1975 i 1976 ks. Tadeusz Wojdat, ówczesny proboszcz parafii św. Zofii Barat w Grabowie po raz pierwszy wystąpił o lokalizację kościoła. Władze początkowo odmawiały, ale 21 marca 1980 zgoda na budowę kościoła na Ursynowie została wydana, w lipcu wskazano lokalizację przy al. Komisji Edukacji Narodowej 101. Zezwolenie na wstępne prace budowlane zostało wydane 1 grudnia 1980. 
12 kwietnia 1981 odprawiono pierwszą mszę św. na terenie obecnego kościoła. 3 maja bp. Jerzy Modzelewski poświęcił plac pod budowę, a 1 września oddano do użytku pierwszy, tymczasowy budynek katechetyczny. Jednocześnie Kuria Metropolitalna Warszawska zatwierdziła projekt kościoła dr inż. arch. Marka Budzyńskiego i inż. arch. Zbigniewa Badowskiego. Prace budowlane przy właściwym kościele rozpoczęto 5 marca 1982, a 28 listopada prymas Polski, Józef Glemp dokonał wmurowania kamienia węgielnego i aktu erekcyjnego. 25 grudnia bp. Władysław Miziołek poświęcił dolny kościół oddany do użytku w stanie surowym. W 1984 r. do parafii przybyły siostry zakonne ze Zgromadzenia Córek św. Franciszka Serafickiego z Sandomierza. 23 lutego na terenie budowy wydarzył się pożar, którego gaszenie zajęło ok. 8 godzin. Pożar ten opóźnił dalszą budowę. 
1 grudnia kuria erygowała parafię Wniebowstąpienia Pańskiego w Warszawie. Na terenie nowo powstałej parafii mieszkało ok. 35 tys. osób. 
28 maja 1987 oddano do użytku stały budynek administracyjno-katechetyczny, a 4 maja 1989 kościół oddano do użytku w stanie surowym. 1 września 1992 na terenie kościoła rozpoczęło działalność I Katolickie Liceum Społeczne, a od stycznia 1996 zaczął ukazywać się miesięcznik parafialny - „Wiadomości Ursynowskie”. 21 maja 1998 ks. kardynał Józef Glemp poświęcił ukończony dolny kościół. Od września 1998 w skrzydle administracyjnym budynku rozpoczęła działalność świetlica socjoterapeutyczna Caritasu oraz chór parafialny Vox Cordis. 16 kwietnia 2000 oddano do użytku dzwonnicę, na której zawieszono dzwon dotychczasowo wiszący na tymczasowej konstrukcji oraz dwa nowe dzwony. 29 maja 2003 ks. kardynał Józef Glemp dokonał konsekracji górnego kościoła, a 18 czerwca 2006 koronował obraz Matki Boskiej Wytrwale Szukającej. Powtórna koronacja nastąpiła 18 czerwca 2011. Natomiast we wrześniu 2006 oddano do użytku organy koncertowe. Pierwszy koncert organowy odbył się w październiku 2008.
Na przedpolu kościoła 18 maja 2000 roku w 80. rocznicę urodzin papieża otwarto park im. Jana Pawła II.
Budynek kościoła pojawia się w kilku filmach (m.in. w Dekalogu I Krzysztofa Kieślowskiego) oraz teledyskach (m.in. Mars napada Kazika i Polskie mięso T.Love).